# Na pogrzeb Teofila Lenartowicza

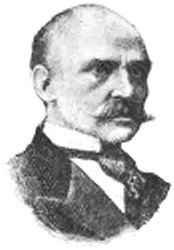
Teofil Lenartowicz

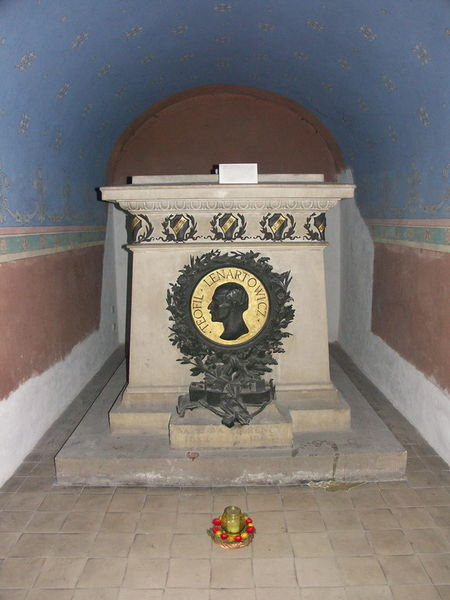
Nagrobek Teofila Lenartowicza w klasztorze Na Skałce w Krakowie

Na pogrzeb Teofila Lenartowicza – wiersz młodopolskiego poety Kazimierza Przerwy-Tetmajera, opublikowany w tomiku Poezje. Seria druga, wydanym w 1894. Utwór jest poświęcony pamięci polskiego poety romantycznego Teofila Lenartowicza, nazywanego „lirnikiem mazowieckim”, który zmarł we Florencji 3 lutego 1893. Utwór składa się z czterech zwrotek sześciowersowych rymowanych abccab.
Znowu Ci, Polsko, ubył syn
z najlepszych Twoich synów - -
u obcych progów kędyś tam
o łanach naszych śpiewał nam,
sercem miłował prosty gmin,
tęsknił doń spod wawrzynów.
Pogrzeb Teofila Lenartowicza odbył się na Skałce w Krakowie 12 czerwca 1893.